# Alfred Schmalzer
Alfred Schmalzer (Vienna, 28 ottobre 1912 – 21 gennaio 1944) è stato un pallamanista austriaco.

## Palmarès

### Olimpiadi
- Argento a Berlino 1936 nella pallamano.